# Nereimyra britannica
Nereimyra britannica är en ringmaskart som först beskrevs av Chamberlin 1920.  Nereimyra britannica ingår i släktet Nereimyra och familjen Hesionidae. Inga underarter finns listade i Catalogue of Life.